# Shangda Lu
Shangda Road (chiń. 上大路站) – stacja metra w Szanghaju, na linii 7. Zlokalizowana jest pomiędzy stacjami Nanchen Lu i Changzhong Lu. Została otwarta 5 grudnia 2009.